# 余先榮
余先榮（—1972年1月4日），湖南長沙人，中華民國外交官。

## 生平
南京中央大學政治系畢業，第二次世界大戰之前進入中華民國外交部供職，曾任外交部簡任秘書、駐休士頓總領事、駐芝加哥總領事、駐海地代辦、駐越南公使，代表中華民國政府與海地簽訂中海友好條約。1970年7月調駐韓國大使館公使，襄助羅英德大使。1971年12月25日，余先榮下榻的漢城大然閣飯店發生火災事故:382，余雖被救出，仍於翌年1月4日在韓國國家醫學中心過世。